# Bundestagswahlkreis Traunstein
Der Bundestagswahlkreis Traunstein (Wahlkreis 224; bis zur Bundestagswahl 2021 Wahlkreis 225) ist ein seit 1949 bestehender Wahlkreis zur Bundestagswahl in Bayern. Er umfasst aktuell die Landkreise Berchtesgadener Land und Traunstein.

## Wahlkreisgeschichte
| Wahl      | Wahlkreisname  | Gebiet |
| --------- | -------------- | --- |
| 1949      | 11 Traunstein  | Stadt Traunstein, Landkreis Traunstein, Stadt Bad Reichenhall, Landkreis Berchtesgaden, Landkreis Laufen               |
| 1953–1961 | 206 Traunstein | Stadt Traunstein, Landkreis Traunstein, Stadt Bad Reichenhall, Landkreis Berchtesgaden, Landkreis Laufen               |
| 1965–1972 | 211 Traunstein | Stadt Traunstein, Landkreis Traunstein, Stadt Bad Reichenhall, Landkreis Berchtesgaden, Landkreis Laufen               |
| 1976–1994 | 211 Traunstein | Landkreis Traunstein, Landkreis Berchtesgadener Land                                                                   |
| 1998      | 211 Traunstein | Landkreis Traunstein, Landkreis Berchtesgadener Land, vom Landkreis Altötting die Verwaltungsgemeinschaft Kirchweidach |
| 2002      | 226 Traunstein | Landkreis Traunstein, Landkreis Berchtesgadener Land, vom Landkreis Altötting die Verwaltungsgemeinschaft Kirchweidach |
| 2005      | 226 Traunstein | Landkreis Traunstein, Landkreis Berchtesgadener Land                                                                   |
| 2009–2021 | 225 Traunstein | Landkreis Traunstein, Landkreis Berchtesgadener Land                                                                   |
| 2025–     | 224 Traunstein | Landkreis Traunstein, Landkreis Berchtesgadener Land                                                                   |

## Wahlkreisabgeordnete
| Wahl | Abgeordneter | Abgeordneter          | Partei | Stimmen in % |
| ---- | ------------ | --------------------- | ------ | ------------ |
| 1949 |              | Sepp Parzinger        | BP     |              |
| 1953 |              | Wolfgang Klausner     | CSU    |              |
| 1957 |              | Wolfgang Klausner     | CSU    |              |
| 1961 |              | Heinz Brenck          | CSU    |              |
| 1965 |              | Heinz Brenck          | CSU    |              |
| 1969 |              | Matthias Engelsberger | CSU    |              |
| 1972 |              | Matthias Engelsberger | CSU    |              |
| 1976 |              | Matthias Engelsberger | CSU    |              |
| 1980 |              | Matthias Engelsberger | CSU    |              |
| 1983 |              | Matthias Engelsberger | CSU    |              |
| 1987 |              | Matthias Engelsberger | CSU    |              |
| 1990 |              | Peter Ramsauer        | CSU    |              |
| 1994 | 61,2         | Peter Ramsauer        | CSU    |              |
| 1998 | 60,1         | Peter Ramsauer        | CSU    |              |
| 2002 | 69,0         | Peter Ramsauer        | CSU    |              |
| 2005 | 63,9         | Peter Ramsauer        | CSU    |              |
| 2009 | 54,6         | Peter Ramsauer        | CSU    |              |
| 2013 | 62,6         | Peter Ramsauer        | CSU    |              |
| 2017 | 50,3         | Peter Ramsauer        | CSU    |              |
| 2021 | 36,6         | Peter Ramsauer        | CSU    |              |
| 2025 |              | Siegfried Walch       | CSU    | 46,9         |

## Wahlergebnisse

### Bundestagswahl 2025
Zur Bundestagswahl 2025 am 23. Februar wurden folgende 9 Direktkandidaten und 17 Landeslisten zugelassen:
| Kandidaten                                                        | Kandidaten                   | Parteien/Listen     | Erststimmen | Erststimmen | Zweitstimmen | Zweitstimmen |
| Kandidaten                                                        | Kandidaten                   | Parteien/Listen     | Stimmen     | %           | Stimmen      | %            |
| ----------------------------------------------------------------- | ---------------------------- | ------------------- | ----------- | ----------- | ------------ | ------------ |
|                                                                   | Siegfried Walchgewählt im WK | CSU                 | 80.507      | 46,9        | 66.829       | 38,8         |
|                                                                   | Bärbel Kofler                | SPD                 | 20.845      | 12,1        | 16.925       | 9,8          |
|                                                                   | Ulrike Schweiger             | GRÜNE               | 14.985      | 8,7         | 17.677       | 10,3         |
|                                                                   | Albert Duin                  | FDP                 | 3.270       | 1,9         | 5.891        | 3,4          |
|                                                                   | Christoph Birghan            | AfD                 | 30.995      | 18,0        | 34.619       | 20,1         |
|                                                                   | Hans Reiner                  | FREIE WÄHLER        | 10.689      | 6,2         | 11.217       | 6,5          |
|                                                                   | Rudolf Kreuzeder             | LINKE               | 6.885       | 4,0         | 7.515        | 4,4          |
|                                                                   | Veronika Herwegh             | dieBasis            | 1.796       | 1,0         | 976          | 0,6          |
|                                                                   | –                            | Tierschutzpartei    | –           | –           | 1.450        | 0,8          |
|                                                                   | –                            | Die PARTEI          | –           | –           | 668          | 0,4          |
|                                                                   | Helmut Kauer                 | ÖDP                 | 1.782       | 1,0         | 1.001        | 0,6          |
|                                                                   | –                            | BP                  | –           | –           | 441          | 0,3          |
|                                                                   | –                            | Volt                | –           | –           | 662          | 0,4          |
|                                                                   | –                            | PdH                 | –           | –           | 86           | 0,0          |
|                                                                   | –                            | MLPD                | –           | –           | 28           | 0,0          |
|                                                                   | –                            | BÜNDNIS DEUTSCHLAND | –           | –           | 134          | 0,1          |
|                                                                   | –                            | BSW                 | –           | –           | 5.905        | 3,4          |
| Gesamt                                                            | Gesamt                       | Gesamt              | 171.754     | 100         | 172.024      | 100          |
|                                                                   |                              |                     |             |             |              |              |
| Ungültige Stimmen                                                 | Ungültige Stimmen            | Ungültige Stimmen   | 818         | 0,5         | 548          | 0,3          |
| Wähler                                                            | Wähler                       | Wähler              | 172.572     | 82,7        | 172.572      | 82,7         |
| Wahlberechtigte                                                   | Wahlberechtigte              | Wahlberechtigte     | 208.678     |             | 208.678      |              |
|                                                                   |                              |                     |             |             |              |              |
| Quellen: Die Bundeswahlleiterin, Kandidaten, Vorläufiges Ergebnis |                              |                     |             |             |              |              |

Kursive Direktkandidaten kandidieren nicht für die Landesliste, kursive Parteien treten ohne Landesliste an.

### Bundestagswahl 2021
Zur Bundestagswahl 2021 am 26. September wurden 13 Direktkandidaten und 26 Landeslisten zugelassen.
| Kandidaten                                             | Kandidaten                           | Parteien/Listen      | Erststimmen | Erststimmen | Zweitstimmen | Zweitstimmen |
| Kandidaten                                             | Kandidaten                           | Parteien/Listen      | Stimmen     | %           | Stimmen      | %            |
| ------------------------------------------------------ | ------------------------------------ | -------------------- | ----------- | ----------- | ------------ | ------------ |
|                                                        | Peter Ramsauergewählt im WK          | CSU                  | 59.555      | 36,6        | 51.421       | 31,5         |
|                                                        | Bärbel Kofler                        | SPD                  | 27.644      | 17,0        | 25.190       | 15,4         |
|                                                        | Horst Joachim Bernshausen            | AfD                  | 12.671      | 7,8         | 14.027       | 8,6          |
|                                                        | Patrick Georg Weiß                   | FDP                  | 12.268      | 7,5         | 15.747       | 9,7          |
|                                                        | Wolfgang Ehrenlechner                | GRÜNE                | 17.219      | 10,6        | 19.985       | 12,3         |
|                                                        | Leon Buchwald                        | DIE LINKE            | 3.537       | 2,2         | 3.943        | 2,4          |
|                                                        | Andrea Wittmann                      | FREIE WÄHLER         | 18.572      | 11,4        | 21.369       | 13,1         |
|                                                        | Bruno Siglreitmaier jun              | ÖDP                  | 2.372       | 1,5         | 1.417        | 0,9          |
|                                                        | –                                    | Tierschutzpartei     | –           | –           | 1.619        | 1,0          |
|                                                        | Stefan Siegfried Glas                | BP                   | 2.160       | 1,3         | 1.448        | 0,9          |
|                                                        | Marie Chantal Stefan                 | Die PARTEI           | 1.857       | 1,1         | 1.121        | 0,7          |
|                                                        | –                                    | PIRATEN              | –           | –           | 413          | 0,3          |
|                                                        | –                                    | NPD                  | –           | –           | 101          | 0,1          |
|                                                        | –                                    | V-Partei³            | –           | –           | 153          | 0,1          |
|                                                        | –                                    | Gesundheitsforschung | –           | –           | 149          | 0,1          |
|                                                        | –                                    | MLPD                 | –           | –           | 18           | 0,0          |
|                                                        | –                                    | DKP                  | –           | –           | 21           | 0,0          |
|                                                        | Martin Josef Hartmann                | dieBasis             | 4.115       | 2,5         | 3.699        | 2,3          |
|                                                        | –                                    | Bündnis C            | –           | –           | 135          | 0,1          |
|                                                        | –                                    | III. Weg             | –           | –           | 64           | 0,0          |
|                                                        | –                                    | du.                  | –           | –           | 85           | 0,1          |
|                                                        | Sebastian Oberholzner                | LKR                  | 295         | 0,2         | 56           | 0,0          |
|                                                        | –                                    | Die Humanisten       | –           | –           | 112          | 0,1          |
|                                                        | –                                    | Team Todenhöfer      | –           | –           | 243          | 0,1          |
|                                                        | –                                    | UNABHÄNGIGE          | –           | –           | 258          | 0,2          |
|                                                        | –                                    | Volt                 | –           | –           | 265          | 0,2          |
|                                                        | Felicitas Christa Rudolfine Englisch | Einzelbewerber       | 329         | 0,2         | –            | –            |
| Gesamt                                                 | Gesamt                               | Gesamt               | 162.594     | 100         | 163.059      | 100          |
|                                                        |                                      |                      |             |             |              |              |
| Ungültige Stimmen                                      | Ungültige Stimmen                    | Ungültige Stimmen    | 1.282       | 0,8         | 817          | 0,5          |
| Wähler                                                 | Wähler                               | Wähler               | 163.876     | 78,5        | 163.876      | 78,5         |
| Wahlberechtigte                                        | Wahlberechtigte                      | Wahlberechtigte      | 208.815     |             | 208.815      |              |
|                                                        |                                      |                      |             |             |              |              |
| Quellen: Die Bundeswahlleiterin, Kandidaten – Ergebnis |                                      |                      |             |             |              |              |

Kursive Direktkandidaten kandidieren nicht für die Landesliste, kursive Parteien sind nicht Teil der Landesliste.

### Bundestagswahl 2017
Zur Bundestagswahl 2017 am 24. September wurden 8 Direktkandidaten und 21 Landeslisten zugelassen.
| Kandidaten                                            | Kandidaten                  | Parteien/Listen      | Erststimmen | Erststimmen | Zweitstimmen | Zweitstimmen |
| Kandidaten                                            | Kandidaten                  | Parteien/Listen      | Stimmen     | %           | Stimmen      | %            |
| ----------------------------------------------------- | --------------------------- | -------------------- | ----------- | ----------- | ------------ | ------------ |
|                                                       | Peter Ramsauergewählt im WK | CSU                  | 80.056      | 50,3        | 71.196       | 44,6         |
|                                                       | Bärbel Kofler               | SPD                  | 25.659      | 16,1        | 18.916       | 11,9         |
|                                                       | Andreas Herden              | GRÜNE                | 12.972      | 8,1         | 14.680       | 9,2          |
|                                                       | Alexander Reich             | FDP                  | 9.034       | 5,7         | 14.614       | 9,2          |
|                                                       | Hansjörg Müller             | AfD                  | 16.276      | 10,2        | 19.191       | 12,0         |
|                                                       | Norbert Eberherr            | DIE LINKE            | 7.144       | 4,5         | 8.508        | 5,3          |
|                                                       | –                           | FREIE WÄHLER         | –           | –           | 3.811        | 2,4          |
|                                                       | –                           | PIRATEN              | –           | –           | 443          | 0,3          |
|                                                       | Agnes Thanbichler           | ÖDP                  | 3.537       | 2,2         | 1.690        | 1,1          |
|                                                       | Konrad Baueregger           | BP                   | 4.547       | 2,9         | 2.924        | 1,8          |
|                                                       | –                           | NPD                  | –           | –           | 349          | 0,2          |
|                                                       | –                           | Tierschutzpartei     | –           | –           | 1.212        | 0,8          |
|                                                       | –                           | MLPD                 | –           | –           | 16           | 0,0          |
|                                                       | –                           | Büso                 | –           | –           | 22           | 0,0          |
|                                                       | –                           | BGE                  | –           | –           | 175          | 0,1          |
|                                                       | –                           | DiB                  | –           | –           | 229          | 0,1          |
|                                                       | –                           | DKP                  | –           | –           | 22           | 0,0          |
|                                                       | –                           | DM                   | –           | –           | 361          | 0,2          |
|                                                       | –                           | Die PARTEI           | –           | –           | 789          | 0,5          |
|                                                       | –                           | Gesundheitsforschung | –           | –           | 184          | 0,1          |
|                                                       | –                           | V-Partei³            | –           | –           | 237          | 0,1          |
| Gesamt                                                | Gesamt                      | Gesamt               | 159.225     | 100         | 159.569      | 100          |
|                                                       |                             |                      |             |             |              |              |
| Ungültige Stimmen                                     | Ungültige Stimmen           | Ungültige Stimmen    | 1.390       | 0,9         | 1.046        | 0,7          |
| Wähler                                                | Wähler                      | Wähler               | 160.615     | 77,0        | 160.615      | 77,0         |
| Wahlberechtigte                                       | Wahlberechtigte             | Wahlberechtigte      | 208.466     |             | 208.466      |              |
|                                                       |                             |                      |             |             |              |              |
| Quellen: Die Bundeswahlleiterin, Kandidaten – Stimmen |                             |                      |             |             |              |              |

### Bundestagswahl 2013
| Kandidaten                                            | Kandidaten                  | Parteien/Listen     | Erststimmen | Erststimmen | Zweitstimmen | Zweitstimmen |
| Kandidaten                                            | Kandidaten                  | Parteien/Listen     | Stimmen     | %           | Stimmen      | %            |
| ----------------------------------------------------- | --------------------------- | ------------------- | ----------- | ----------- | ------------ | ------------ |
|                                                       | Peter Ramsauergewählt im WK | CSU                 | 87.598      | 62,6        | 80.351       | 57,3         |
|                                                       | Bärbel Kofler               | SPD                 | 24.570      | 17,6        | 20.875       | 14,9         |
|                                                       | Sandra Sonntag              | FDP                 | 3.313       | 2,4         | 6.139        | 4,4          |
|                                                       | Bernhard Zimmer             | GRÜNE               | 11.973      | 8,6         | 12.334       | 8,8          |
|                                                       | Franz Lindlacher            | DIE LINKE           | 4.117       | 2,9         | 4.193        | 3,0          |
|                                                       | Christoph Matthias Schmid   | PIRATEN             | 3.034       | 2,2         | 2.116        | 1,5          |
|                                                       | –                           | NPD                 | –           | –           | 771          | 0,5          |
|                                                       | Wilhelm Winkler             | ÖDP                 | 3.390       | 2,4         | 1.843        | 1,3          |
|                                                       | Tilo Schöne                 | REP                 | 1.917       | 1,4         | 813          | 0,6          |
|                                                       | –                           | Bündnis 21/RRP      | –           | –           | 43           | 0,0          |
|                                                       | –                           | BP                  | –           | –           | 1.808        | 1,3          |
|                                                       | –                           | Tierschutzpartei    | –           | –           | 912          | 0,6          |
|                                                       | –                           | DIE VIOLETTEN       | –           | –           | 202          | 0,1          |
|                                                       | –                           | BüSo                | –           | –           | 36           | 0,0          |
|                                                       | –                           | MLPD                | –           | –           | 18           | 0,0          |
|                                                       | –                           | AfD                 | –           | –           | 4.597        | 3,3          |
|                                                       | –                           | pro Deutschland     | –           | –           | 85           | 0,1          |
|                                                       | –                           | DIE FRAUEN          | –           | –           | 187          | 0,1          |
|                                                       | –                           | FREIE WÄHLER        | –           | –           | 2.843        | 2,0          |
|                                                       | –                           | PARTEI DER VERNUNFT | –           | –           | 164          | 0,1          |
| Gesamt                                                | Gesamt                      | Gesamt              | 139.912     | 100         | 140.330      | 100          |
|                                                       |                             |                     |             |             |              |              |
| Ungültige Stimmen                                     | Ungültige Stimmen           | Ungültige Stimmen   | 1.544       | 1,1         | 1.126        | 0,8          |
| Wähler                                                | Wähler                      | Wähler              | 141.456     | 68,4        | 141.456      | 68,4         |
| Wahlberechtigte                                       | Wahlberechtigte             | Wahlberechtigte     | 206.868     |             | 206.868      |              |
|                                                       |                             |                     |             |             |              |              |
| Quellen: Die Bundeswahlleiterin, Kandidaten – Stimmen |                             |                     |             |             |              |              |

### Bundestagswahl 2009
| Kandidaten                                          | Kandidaten                         | Parteien/Listen      | Erststimmen | Erststimmen | Zweitstimmen | Zweitstimmen |
| Kandidaten                                          | Kandidaten                         | Parteien/Listen      | Stimmen     | %           | Stimmen      | %            |
| --------------------------------------------------- | ---------------------------------- | -------------------- | ----------- | ----------- | ------------ | ------------ |
|                                                     | Peter Ramsauergewählt im WK        | CSU                  | 76.741      | 54,6        | 68.886       | 48,8         |
|                                                     | Bärbel Kofler                      | SPD                  | 21.406      | 15,2        | 17.747       | 12,6         |
|                                                     | Alfred Pecha                       | FDP                  | 10.142      | 7,2         | 18.243       | 12,9         |
|                                                     | Bernhard Zimmer                    | GRÜNE                | 16.188      | 11,5        | 16.341       | 11,6         |
|                                                     | Engelbert Wurm                     | DIE LINKE            | 6.156       | 4,4         | 7.122        | 5,0          |
|                                                     | Patrick Hermann Schröder           | NPD                  | 2.063       | 1,5         | 1.641        | 1,2          |
|                                                     | –                                  | REP                  | –           | –           | 1.420        | 1,0          |
|                                                     | –                                  | FAMILIE              | –           | –           | 727          | 0,5          |
|                                                     | Anna-Elisabeth Stefanutti-Bscheidl | BP                   | 2.860       | 2,0         | 2.163        | 1,5          |
|                                                     | –                                  | PBC                  | –           | –           | 245          | 0,2          |
|                                                     | Alois Krumbachner                  | BüSo                 | 608         | 0,4         | 139          | 0,1          |
|                                                     | –                                  | MLPD                 | –           | –           | 16           | 0,0          |
|                                                     | –                                  | CM                   | –           | –           | 249          | 0,2          |
|                                                     | –                                  | DVU                  | –           | –           | 71           | 0,1          |
|                                                     | –                                  | DIE VIOLETTEN        | –           | –           | 325          | 0,2          |
|                                                     | –                                  | Die Tierschutzpartei | –           | –           | 864          | 0,6          |
|                                                     | Hermann Hofstetter                 | ödp                  | 2.409       | 1,7         | 1.927        | 1,4          |
|                                                     | –                                  | PIRATEN              | –           | –           | 1.868        | 1,3          |
|                                                     | Roland Lohmeier                    | RRP                  | 1.296       | 0,9         | 1.188        | 0,8          |
|                                                     | Sebastian Lehrberger               | FU                   | 749         | 0,5         | –            | –            |
| Gesamt                                              | Gesamt                             | Gesamt               | 140.618     | 100         | 141.182      | 100          |
|                                                     |                                    |                      |             |             |              |              |
| Ungültige Stimmen                                   | Ungültige Stimmen                  | Ungültige Stimmen    | 1.966       | 1,4         | 1.402        | 1,0          |
| Wähler                                              | Wähler                             | Wähler               | 142.584     | 69,5        | 142.584      | 69,5         |
| Wahlberechtigte                                     | Wahlberechtigte                    | Wahlberechtigte      | 205.115     |             | 205.115      |              |
|                                                     |                                    |                      |             |             |              |              |
| Quellen: Der Bundeswahlleiter, Kandidaten – Stimmen |                                    |                      |             |             |              |              |

### Bundestagswahl 2005
| Kandidaten                                          | Kandidaten                  | Parteien/Listen   | Erststimmen | Erststimmen | Zweitstimmen | Zweitstimmen |
| Kandidaten                                          | Kandidaten                  | Parteien/Listen   | Stimmen     | %           | Stimmen      | %            |
| --------------------------------------------------- | --------------------------- | ----------------- | ----------- | ----------- | ------------ | ------------ |
|                                                     | Peter Ramsauergewählt im WK | CSU               | 99.041      | 63,9        | 89.686       | 57,5         |
|                                                     | Bärbel Kofler               | SPD               | 33.582      | 21,7        | 30.823       | 19,8         |
|                                                     | Andreas Graichen            | GRÜNE             | 9.390       | 6,1         | 11.072       | 7,1          |
|                                                     | Alfred Pecha                | FDP               | 5.567       | 3,6         | 12.844       | 8,2          |
|                                                     | –                           | REP               | –           | –           | 1.776        | 1,1          |
|                                                     | Peter Kurz                  | Die Linke.        | 4.102       | 2,6         | 4.339        | 2,8          |
|                                                     | Manfred van Gorkom          | NPD               | 2.373       | 1,5         | 1.752        | 1,1          |
|                                                     | Alexander Gehl              | PBC               | 1.036       | 0,7         | 542          | 0,3          |
|                                                     | –                           | BP                | –           | –           | 1.162        | 0,7          |
|                                                     | –                           | DIE FRAUEN        | –           | –           | 325          | 0,2          |
|                                                     | –                           | GRAUE             | –           | –           | 458          | 0,3          |
|                                                     | –                           | BüSo              | –           | –           | 125          | 0,1          |
|                                                     | –                           | FAMILIE           | –           | –           | 952          | 0,6          |
|                                                     | –                           | MLPD              | –           | –           | 51           | 0,0          |
| Gesamt                                              | Gesamt                      | Gesamt            | 155.091     | 100         | 155.907      | 100          |
|                                                     |                             |                   |             |             |              |              |
| Ungültige Stimmen                                   | Ungültige Stimmen           | Ungültige Stimmen | 2.553       | 1,6         | 1.737        | 1,1          |
| Wähler                                              | Wähler                      | Wähler            | 157.644     | 77,7        | 157.644      | 77,7         |
| Wahlberechtigte                                     | Wahlberechtigte             | Wahlberechtigte   | 202.947     |             | 202.947      |              |
|                                                     |                             |                   |             |             |              |              |
| Quellen: Der Bundeswahlleiter, Kandidaten – Stimmen |                             |                   |             |             |              |              |

### Bundestagswahl 2002
| Kandidaten                                          | Kandidaten                  | Parteien/Listen   | Erststimmen | Erststimmen | Zweitstimmen | Zweitstimmen |
| Kandidaten                                          | Kandidaten                  | Parteien/Listen   | Stimmen     | %           | Stimmen      | %            |
| --------------------------------------------------- | --------------------------- | ----------------- | ----------- | ----------- | ------------ | ------------ |
|                                                     | Peter Ramsauergewählt im WK | CSU               | 113.558     | 69,0        | 111.352      | 67,3         |
|                                                     | Bärbel Kofler               | SPD               | 32.948      | 20,0        | 31.335       | 18,9         |
|                                                     | Winfried Köpnick            | GRÜNE             | 10.501      | 6,4         | 11.501       | 6,9          |
|                                                     | Robert Schromm              | FDP               | 4.112       | 2,5         | 6.013        | 3,6          |
|                                                     | Hammo Wolfgang Wengle       | REP               | 2.086       | 1,3         | 1.286        | 0,8          |
|                                                     | –                           | ödp               | –           | –           | 674          | 0,4          |
|                                                     | Petra Finsterle-Häbler      | PDS               | 866         | 0,5         | 860          | 0,5          |
|                                                     | –                           | BP                | –           | –           | 470          | 0,3          |
|                                                     | –                           | Tierschutz        | –           | –           | 543          | 0,3          |
|                                                     | –                           | GRAUE             | –           | –           | 144          | 0,1          |
|                                                     | –                           | PBC               | –           | –           | 287          | 0,2          |
|                                                     | –                           | NPD               | –           | –           | 222          | 0,1          |
|                                                     | –                           | DIE FRAUEN        | –           | –           | 141          | 0,1          |
|                                                     | –                           | CM                | –           | –           | 179          | 0,1          |
|                                                     | Franz Maier                 | BüSo              | 555         | 0,3         | 124          | 0,1          |
|                                                     | –                           | AUFBRUCH          | –           | –           | 86           | 0,1          |
|                                                     | –                           | Schill            | –           | –           | 278          | 0,2          |
| Gesamt                                              | Gesamt                      | Gesamt            | 164.626     | 100         | 165.495      | 100          |
|                                                     |                             |                   |             |             |              |              |
| Ungültige Stimmen                                   | Ungültige Stimmen           | Ungültige Stimmen | 2.237       | 1,3         | 1.368        | 0,8          |
| Wähler                                              | Wähler                      | Wähler            | 166.863     | 81,8        | 166.863      | 81,8         |
| Wahlberechtigte                                     | Wahlberechtigte             | Wahlberechtigte   | 204.009     |             | 204.009      |              |
|                                                     |                             |                   |             |             |              |              |
| Quellen: Der Bundeswahlleiter, Kandidaten – Stimmen |                             |                   |             |             |              |              |

### Bundestagswahl 1998
| Kandidaten                                          | Kandidaten                  | Parteien/Listen     | Erststimmen | Erststimmen | Zweitstimmen | Zweitstimmen |
| Kandidaten                                          | Kandidaten                  | Parteien/Listen     | Stimmen     | %           | Stimmen      | %            |
| --------------------------------------------------- | --------------------------- | ------------------- | ----------- | ----------- | ------------ | ------------ |
|                                                     | Peter Ramsauergewählt im WK | CSU                 | 92.252      | 60,1        | 84.118       | 54,7         |
|                                                     | Bärbel Kofler               | SPD                 | 39.040      | 25,4        | 42.308       | 27,5         |
|                                                     | Franz Dieter Sekora         | FDP                 | 2.776       | 1,8         | 6.938        | 4,5          |
|                                                     | Bartholomäus Wimmer         | GRÜNE               | 10.648      | 6,9         | 9.025        | 5,9          |
|                                                     | –                           | PDS                 | –           | –           | 692          | 0,4          |
|                                                     | –                           | APPD                | –           | –           | 150          | 0,1          |
|                                                     | –                           | BP                  | –           | –           | 1.363        | 0,9          |
|                                                     | Franz Maier                 | BüSo                | 345         | 0,2         | 103          | 0,1          |
|                                                     | Franz Baumann               | BFB – Die Offensive | 1.304       | 0,9         | 748          | 0,5          |
|                                                     | –                           | Chance 2000         | –           | –           | 71           | 0,0          |
|                                                     | –                           | CM                  | –           | –           | 181          | 0,1          |
|                                                     | –                           | DVU                 | –           | –           | 921          | 0,6          |
|                                                     | –                           | GRAUE               | –           | –           | 235          | 0,2          |
|                                                     | Tilman Ziegler              | REP                 | 4.635       | 3,0         | 4.091        | 2,7          |
|                                                     | –                           | DIE FRAUEN          | –           | –           | 110          | 0,1          |
|                                                     | –                           | Pro DM              | –           | –           | 527          | 0,3          |
|                                                     | –                           | MLPD                | –           | –           | 10           | 0,0          |
| Gesamt                                              | Gesamt                      | Gesamt              | 153.405     | 100         | 153.872      | 100          |
|                                                     |                             |                     |             |             |              |              |
| Ungültige Stimmen                                   | Ungültige Stimmen           | Ungültige Stimmen   | 1.823       | 1,2         | 1.356        | 0,9          |
| Wähler                                              | Wähler                      | Wähler              | 155.228     | 77,8        | 155.228      | 77,8         |
| Wahlberechtigte                                     | Wahlberechtigte             | Wahlberechtigte     | 199.447     |             | 199.447      |              |
|                                                     |                             |                     |             |             |              |              |
| Quellen: Der Bundeswahlleiter, Kandidaten – Stimmen |                             |                     |             |             |              |              |

### Bundestagswahl 1994
| Kandidaten                             | Kandidaten                  | Parteien/Listen   | Erststimmen | Erststimmen | Zweitstimmen | Zweitstimmen |
| Kandidaten                             | Kandidaten                  | Parteien/Listen   | Stimmen     | %           | Stimmen      | %            |
| -------------------------------------- | --------------------------- | ----------------- | ----------- | ----------- | ------------ | ------------ |
|                                        | Peter Ramsauergewählt im WK | CSU               | 90.163      | 61,2        | 85.072       | 57,5         |
|                                        | Bernhard Ludwig Dirnberger  | SPD               | 33.428      | 22,7        | 33.417       | 22,6         |
|                                        | Franz Dieter Sekora         | FDP               | 3.715       | 2,5         | 8.575        | 5,8          |
|                                        | Ulrich Genghammer           | GRÜNE             | 9.858       | 6,7         | 9.394        | 6,4          |
|                                        | August Münch (Kühn)         | PDS               | 466         | 0,3         | 526          | 0,4          |
|                                        | –                           | BP                | –           | –           | 2.174        | 1,5          |
|                                        | ?                           | Solidarität       | 22          | 0,0         | 21           | 0,0          |
|                                        | Günther Driesler            | LIGA              | 952         | 0,6         | 497          | 0,3          |
|                                        | –                           | CM                | –           | –           | 128          | 0,1          |
|                                        | Gertraud Baumann            | GRAUE             | 762         | 0,5         | 417          | 0,3          |
|                                        | ?                           | NATURGESETZ       | 12          | 0,0         | 137          | 0,1          |
|                                        | Alois Martin Gschoßmann     | REP               | 4.829       | 3,3         | 4.350        | 2,9          |
|                                        | –                           | MLPD              | –           | –           | 13           | 0,0          |
|                                        | –                           | Tierschutz        | –           | –           | 580          | 0,4          |
|                                        | Felix Weingarten            | ödp               | 3.219       | 2,2         | 2.316        | 1,6          |
|                                        | –                           | PBC               | –           | –           | 114          | 0,1          |
|                                        | –                           | STATT Partei      | –           | –           | 149          | 0,1          |
| Gesamt                                 | Gesamt                      | Gesamt            | 147.426     | 100         | 147.880      | 100          |
|                                        |                             |                   |             |             |              |              |
| Ungültige Stimmen                      | Ungültige Stimmen           | Ungültige Stimmen | 1.802       | 1,2         | 1.348        | 0,9          |
| Wähler                                 | Wähler                      | Wähler            | 149.228     | 76,0        | 149.228      | 76,0         |
| Wahlberechtigte                        | Wahlberechtigte             | Wahlberechtigte   | 196.398     |             | 196.398      |              |
|                                        |                             |                   |             |             |              |              |
| Quellen: Der Bundeswahlleiter, Stimmen |                             |                   |             |             |              |              |